# Le Reflet
Le Reflet est un journal hebdomadaire francophone gratuit distribué dans certaines municipalités de la MRC de Roussillon, notamment Candiac, La Prairie et Saint-Constant. Anciennement distribué dans le Publisac, il est désormais disponible en ligne et dans 150 points de dépôt. 
Le Reflet est une propriété de Gravité Média, qui possède aussi Le Courrier du Sud, La Relève, Le Soleil de Châteauguay et Le Journal Saint-François, ainsi que le média économique en ligne L'Information d'affaires d'ici. Il couvre l'actualité locale, y compris la politique, le développement urbain, la justice et les faits divers, la culture, ainsi que d'autres sujets.

## Histoire
Le Reflet a été fondé en 1966 par Léo Robidoux sous le nom Le Reflet régional. Le journal passera dans le giron de la famille Auclair au cours des années 1980, d'abord en rejoignant Les Hebdos Rive-Sud, une entité gérée par le fondateur du Courrier du Sud Jean-Paul Auclair, ensuite en intégrant Les Hebdos Montérégiens, propriété de son fils Michel Auclair.
La décennie 2010 verra plusieurs changements de propriétaire. En 2011, les 15 publications des Hebdos Montérégiens – dont Le Reflet – sont achetées par Québecor à travers sa filiale Sun Media. Deux ans plus tard, Sun Media vend l'ensemble de ses journaux à son principal concurrent, TC Media. À son tour, celui-ci se départira de l'ensemble de ses publications du Québec et de l'Ontario en plusieurs transactions à partir de 2017.
Cette année-là, le groupe Gravité Média est créé et se porte acquéreur du Reflet et de cinq autres journaux de la Rive-Sud.